# Louis-Alfred Véron
Pour les articles homonymes, voir Véron.
Louis-Alfred Véron, alias Norton, né à Port-Louis (Maurice) le 10 mai 1850 et mort à Poissy le 24 septembre 1894, est un aventurier, escroc et faussaire mauricien du XIXe siècle.

En 1893, en complicité avec des activistes nationalistes, il fut l'auteur de faux documents diplomatiques britanniques destinés à discréditer plusieurs journalistes et hommes politiques français, et notamment Georges Clemenceau, en les faisant passer pour des agents du Royaume-Uni.

## Biographie
Métis (« mulâtre ») natif de Maurice, alors colonie britannique, Louis-Alfred Véron est le fils de William-Alfred Véron (un Mauricien que Norton disait originaire d’Écosse), et d'Amelina Olivera, une Portugaise.

Il quitte assez vite son île natale pour parcourir le monde en aventurier, utilisant dès 1869 et à plusieurs reprises un pseudonyme, Norton, qui serait le nom de son parrain.

### Premières escroqueries (1878-1888)
Employé chez un banquier d'Aden, Caswasjel (ou Cowajdi) Dunshan, le jeune homme n'hésitera pas à dérober des chèques à son patron et à se faire passer pour ce dernier afin d'en détourner l'argent.

Le 12 décembre 1877, il épouse à Suez une jeune femme à laquelle il fait croire qu'il est natif d'Alger. Le 11 janvier 1878, alors que le jeune couple est en voyage de noces, Norton est arrêté sur ordre du consul de France à Latakié. Il est inculpé de détournement, mais l'affaire reste sans suite.

Il gagne ensuite l'Europe, laissant son épouse, enceinte, à Alexandrie.
Passant par Livourne, Gênes puis Marseille, il met à profit son passage dans ces deux dernières villes pour s'y faire payer des chèques de 80 et 100 livres en usurpant l'identité de Caswasjel Dunshan. Arrêté à Marseille, il est condamné, pour faux et escroquerie, à un mois de prison. Le 12 septembre, il retente le même procédé à Lyon, auprès du Crédit lyonnais, mais il est une nouvelle fois démasqué puis condamné à deux ans de prison et cinq années d'interdiction de séjour par le tribunal correctionnel de Lyon.

Peu de temps après sa sortie de prison, en 1883, il est à nouveau condamné, cette fois-ci pour rupture de ban, à Montpellier.

Il écope de trois ans d'emprisonnement, peine dont il n'effectue que six mois. Ainsi libéré, il retourne bientôt à Marseille, où il s'installe, avec sa femme et son enfant, au no 1 de la rue Magenta. Se présentant comme un commissionnaire en marchandises, il aurait en réalité espionné des réunions politiques subversives (socialistes, anarchistes, bonapartistes ou royalistes) pour le compte du préfet des Bouches-du-Rhône, Cazelles.

Il quitte à nouveau Marseille dans les années qui suivent et c'est à Gibraltar qu'il épouse en 1886 (malgré la validité de son précédent mariage) Jeanne Joséphine Adeline Sadion, une jeune femme originaire de l'Isère, qu'il ramène avec lui à Nice puis à Marseille, où le jeune couple s'installe dans un logement très modeste du no 5 de la rue Fontaine-d'Arménie.

Face à un contexte marqué par des scandales politico-financiers (scandale des décorations en 1887) et des crises politiques (boulangisme entre 1887 et 1889), Norton tente d'en profiter en proposant à certains journaux des documents présentés comme authentiques et impliquant des personnalités politiques. Ainsi, en 1888, il essaie de vendre au Figaro de prétendus papiers diplomatiques compromettants pour le président du conseil italien, Francesco Crispi. À la même époque, il tente en vain d'obtenir une récompense de l'administration de Monte-Carlo après avoir « révélé » à cette dernière un prétendu projet d'attentat anarchiste.

### L'affaire Norton (1893)

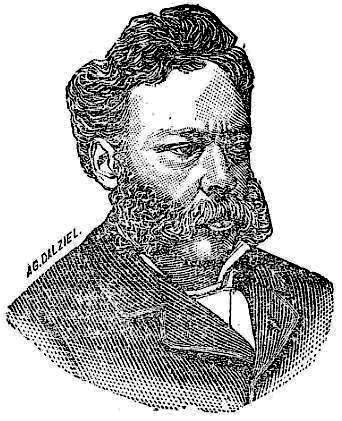
Norton en 1893

#### La préparation des faux
Aux abois, Norton s'installe avec son épouse à Paris le 7 février 1893, logeant d'abord au 9 de la rue Poulletier, dont ils sont chassés par un propriétaire raciste, puis au 89 de la rue de Reuilly.
Norton se fixe ainsi dans la capitale au moment où le scandale de Panama bat son plein. L'escroc décide de tirer profit de ce climat délétère ainsi que de l'anglophobie latente.

En mars, il démarche à nouveau Le Figaro en se présentant à Gaston Calmette comme un interprète-juré à l'ambassade de Grande-Bretagne qui, mû par son patriotisme (l'île Maurice avait été française) ou par la volonté de se venger de ses employeurs, aurait volé ou recopié des documents diplomatiques contenant des révélations sur plusieurs hommes politiques et journalistes français. Ces derniers auraient été corrompus au moyen de fonds secrets en échange de services rendus au Royaume-Uni.
Éconduit par l'administration du Figaro puis par Arthur Meyer, directeur du Gaulois, Norton tente sa chance auprès de La Cocarde, une feuille nationaliste alors dirigée par le boulangiste Édouard Ducret. Celui-ci y voit l'opportunité de nuire à certains hommes politiques, et notamment à Georges Clemenceau. Ce dernier, « bête noire » de la Droite ayant également des ennemis parmi les Républicains, vient d'être ébranlé par la révélation de ses liens avec Cornelius Herz, un affairiste impliqué dans le scandale de Panama et réfugié à Londres.

Par conséquent, Ducret accepte l'offre de Norton et l'accueille à plusieurs reprises dans sa maison de campagne de Neuilly. Selon le témoignage ultérieur du journaliste, il aurait été dupé, de bonne foi, par l'escroc mauricien. Cette version entre en contradiction avec la déposition de Norton, le faussaire affirmant que Ducret lui aurait fait rédiger les faux documents.
Ces différentes pièces falsifiées constituent un dossier contenant quatorze lettres attribuées à des diplomates britanniques et, surtout, un bordereau rédigé en anglais et signé « T.-W. Lister » énumérant des sommes versées et leurs bénéficiaires. Parmi les traîtres ainsi désignés, on retrouve Clemenceau, qui aurait reçu 20 000 livres, mais aussi Henri Rochefort, qui en aurait touché 3 600, ou encore l'ex-ministre Auguste Burdeau, le député Henri Maret, ainsi que les rédacteurs du Temps, du Matin et du Journal des débats.
Ces documents sont ensuite remis à un autre boulangiste, le député Lucien Millevoye. Se croyant en possession de pièces capables d'entraîner la chute de Clemenceau, Millevoye prévient le directeur du Petit Journal, Marinoni, qui promet 70 000 francs si les documents sont bien authentiques, et s'entretient avec le rédacteur de ce même quotidien, Ernest Judet. Il rencontre également à ce sujet le ministre des Affaires étrangères, Jules Develle, ainsi que le ministre de l'Intérieur et président du conseil, Charles Dupuy.
En échange de ses services, Norton se voit promettre une place au Petit Journal ainsi qu'une somme de 100 000 francs (destinée à la mise en valeur d'une concession à Diégo-Suarez), dont il reçoit successivement deux acomptes de 5 000 francs de la part de Millevoye (qui s'est fait prêter cette somme par Marinoni) et du marquis de Morès. Millevoye aurait également promis à Norton d'obtenir pour lui une subvention du ministère de l'Agriculture pour la constitution d'une société destinée à exploiter l'aloès comme plante textile.

#### Naissance de l'affaire Norton à la Chambre des députés

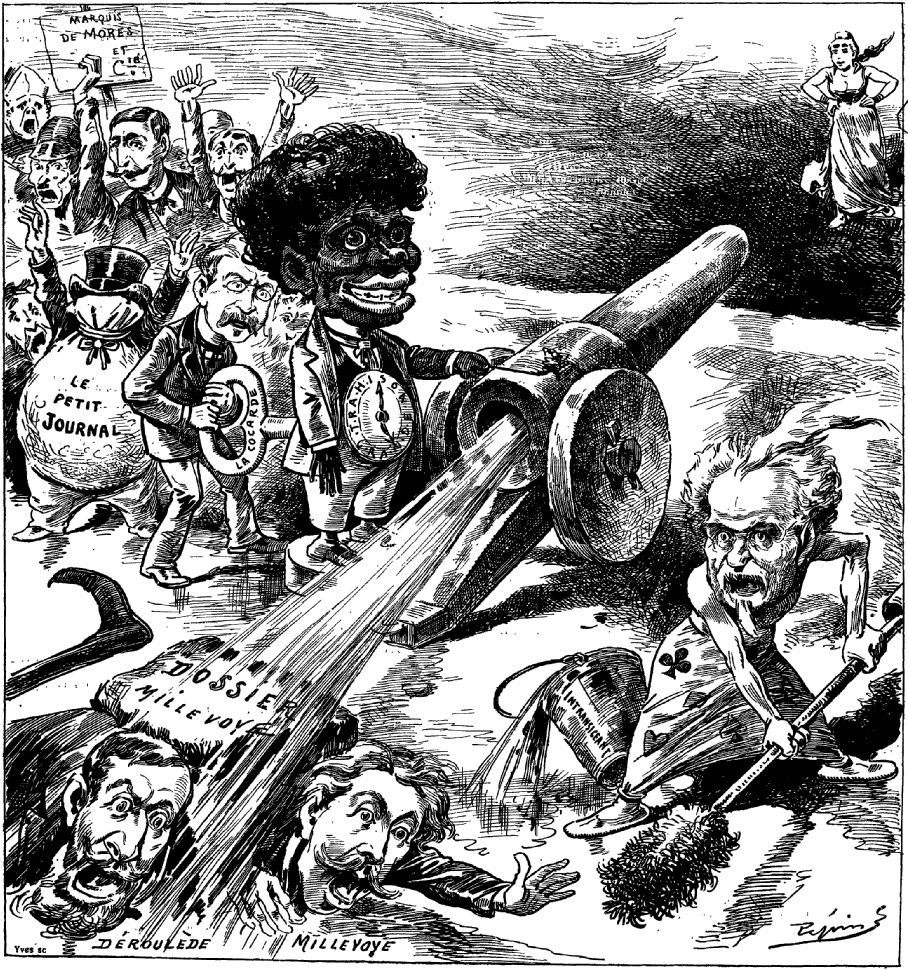
Caricature de Pépin raillant Norton et ses complices boulangistes (Le Grelot, 2 juillet 1893).

L'affaire éclate le 22 juin 1893, au lendemain de l'annonce de la publication des documents par La Cocarde, quand Millevoye, soutenu sous certaines conditions par Paul Déroulède, dépose le « dossier Norton » sur le bureau de la Chambre des députés et prend la parole contre Clemenceau.

Orateur médiocre « étourdi par l'éther » et troublé par les cris des parlementaires, Millevoye échoue lamentablement dans sa tentative de coup d'éclat : il va trop loin en citant intégralement les documents les moins crédibles et ceux qui concernent d'autres personnalités que Clemenceau. Il est aussitôt lâché par les deux ministres entrevus plus tôt : Develle déclare que Millevoye a été « victime d'une abominable mystification » puis la Chambre vote, sur proposition du député radical Adolphe Maujan, un ordre du jour « flétrissant les calomnies odieuses et ridicules apportées à la tribune ».
La présence, sur le bordereau, du nom de leur camarade Rochefort divise les boulangistes, dont le meilleur orateur, Déroulède, donne immédiatement sa démission, bientôt suivie par celle de Millevoye.

L'un de ces députés nationalistes, Maurice Barrès, affirmera par la suite que son collègue était tombé dans un piège destiné à discréditer les accusations portées contre Clemenceau, le document forgé par Norton n'étant qu'un de ces faux grossiers destinés à « truffer un dossier », à faire diversion, et que Norton était resté, depuis sa période « marseillaise », un agent provocateur de la police. Ernest Judet évoquera également la thèse d'une diversion directement commanditée par Clemenceau dans Le Petit Journal du 19 août 1893.

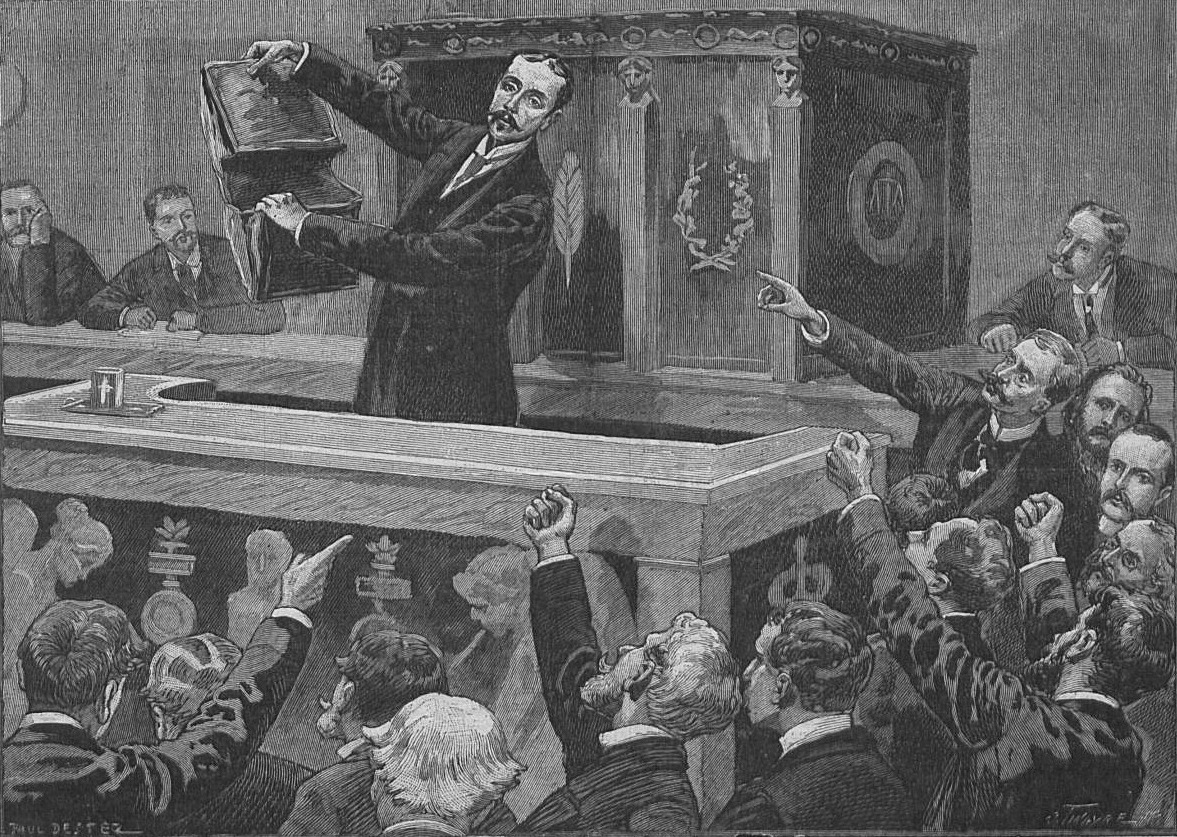
Millevoye à la tribune de la Chambre (gravure du Progrès illustré).
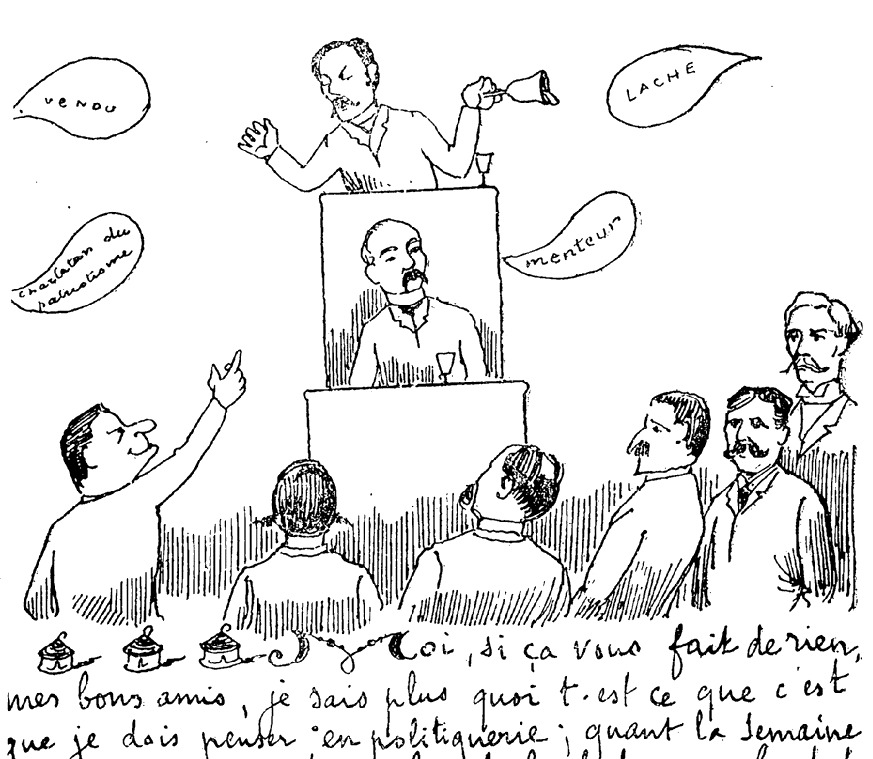
Caricature publiée dans La Lanterne de Boquillon.

#### Procès et condamnation
Bénéficiant de l'immunité parlementaire (il était encore député au moment des faits délictueux), Millevoye n'est pas inquiété, contrairement à Ducret et Norton, arrêtés puis accusés du crime de faux et usage de faux.

L'instruction puis le procès passionnent le public, à tel point que le musée Grévin décide d'exposer une reconstitution de Norton dans sa cellule de la Conciergerie.

Norton prend Henri-Robert pour avocat, tandis que Ducret est défendu par Edgar Demange.
Le 6 août, les deux accusés sont jugés coupables par la Cour d'assises de la Seine : Ducret est condamné à un an de prison tandis que Norton-Véron écope d'une peine, plus sévère, de trois ans de prison (assortie, comme pour son complice, de 100 francs d'amende).

S'étant constitué partie civile, Clemenceau obtient 1 franc de dommages-intérêts.
Désespéré (son épouse a rendu les 10 000 francs confiés par Millevoye et Morès avant de faire une tentative de suicide), Louis-Alfred Véron ne survit pas à son incarcération car il meurt quelques mois plus tard, en septembre 1894, à la maison centrale de Poissy.

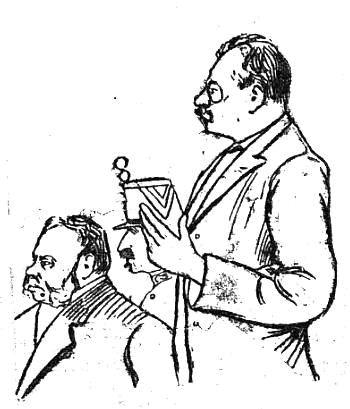
Croquis d'audience, publié dans Le Matin du 6 août, représentant Ducret (debout) et Norton (à gauche).
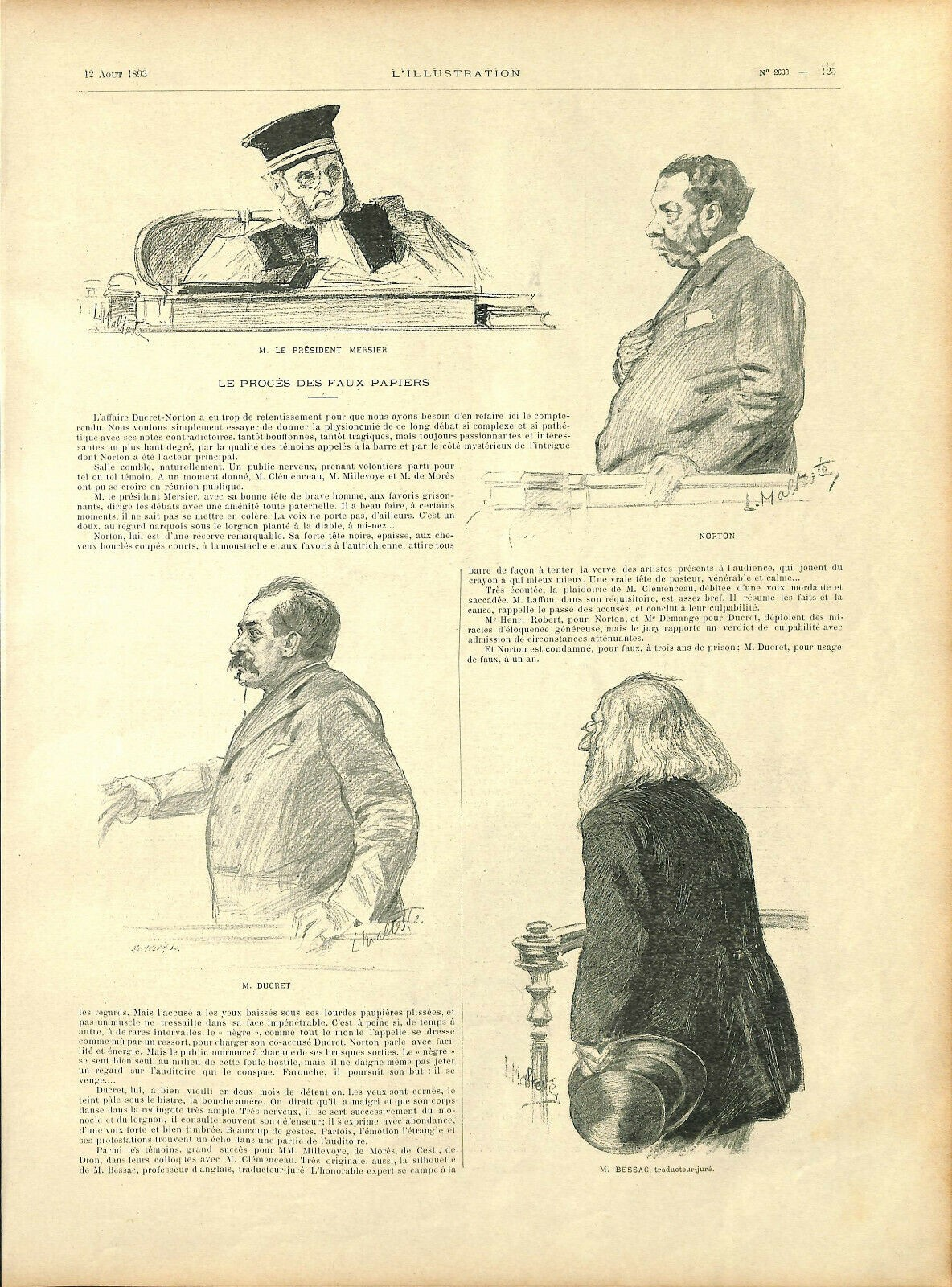
Croquis d'audience de Louis Malteste, publiés dans L'Illustration (12 août 1893).

#### Conséquences de l'affaire Norton
L'affaire Norton a différentes conséquences dans les semaines puis les années qui suivent.
La première d'entre elles est le démantèlement définitif du boulangisme, discrédité et divisé, qui disparaît de la Chambre après les élections législatives du 20 août et 3 septembre 1893.
Malgré sa victoire en Cour d'assises, Clemenceau est ciblé par ses adversaires comme un agent de l'Angleterre et, battu par l'avocat marseillais Jourdan, perd son siège de député du Var lors de ces élections. Il entame ainsi une traversée du désert qui ne prendra fin qu'avec l'Affaire Dreyfus, cinq ans plus tard.

Lors de cette crise politique, qui verra plusieurs anciens alliés de Norton (Millevoye, Judet) rejoindre le camp antidreyfusard, le célèbre « faux Henry » sera comparé au bordereau forgé par Norton. Dans une lettre ouverte pleine d'ironie publiée dans L'Aurore, le dreyfusard Octave Mirbeau rappellera le dossier du « nègre Norton » à Millevoye, rédacteur en chef du journal nationaliste La Patrie et fervent opposant à la révision du procès de Dreyfus. Dans le même esprit, les caricaturistes dreyfusards du Sifflet, Henri-Gabriel Ibels et Couturier, affubleront à plusieurs reprises Millevoye d'un squelette ou d'un spectre noir.

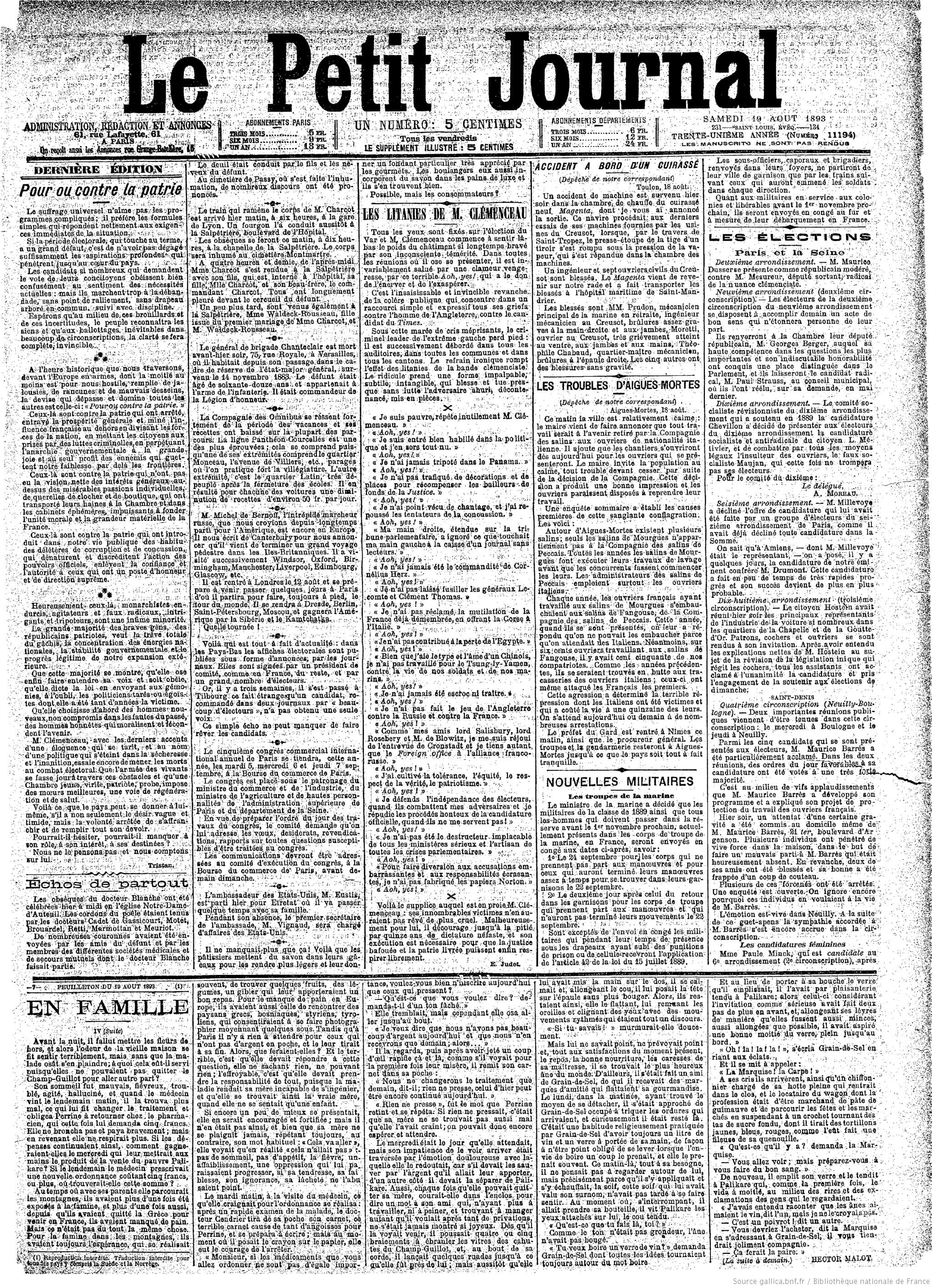
Le Petit Journal faisait ouvertement campagne contre Clemenceau. Sur cette une du 19 août 1893, un article satirique de Judet le suspecte d'avoir « fabriqué les papiers Norton » « pour faire diversion aux accusations embarrassantes »[21].
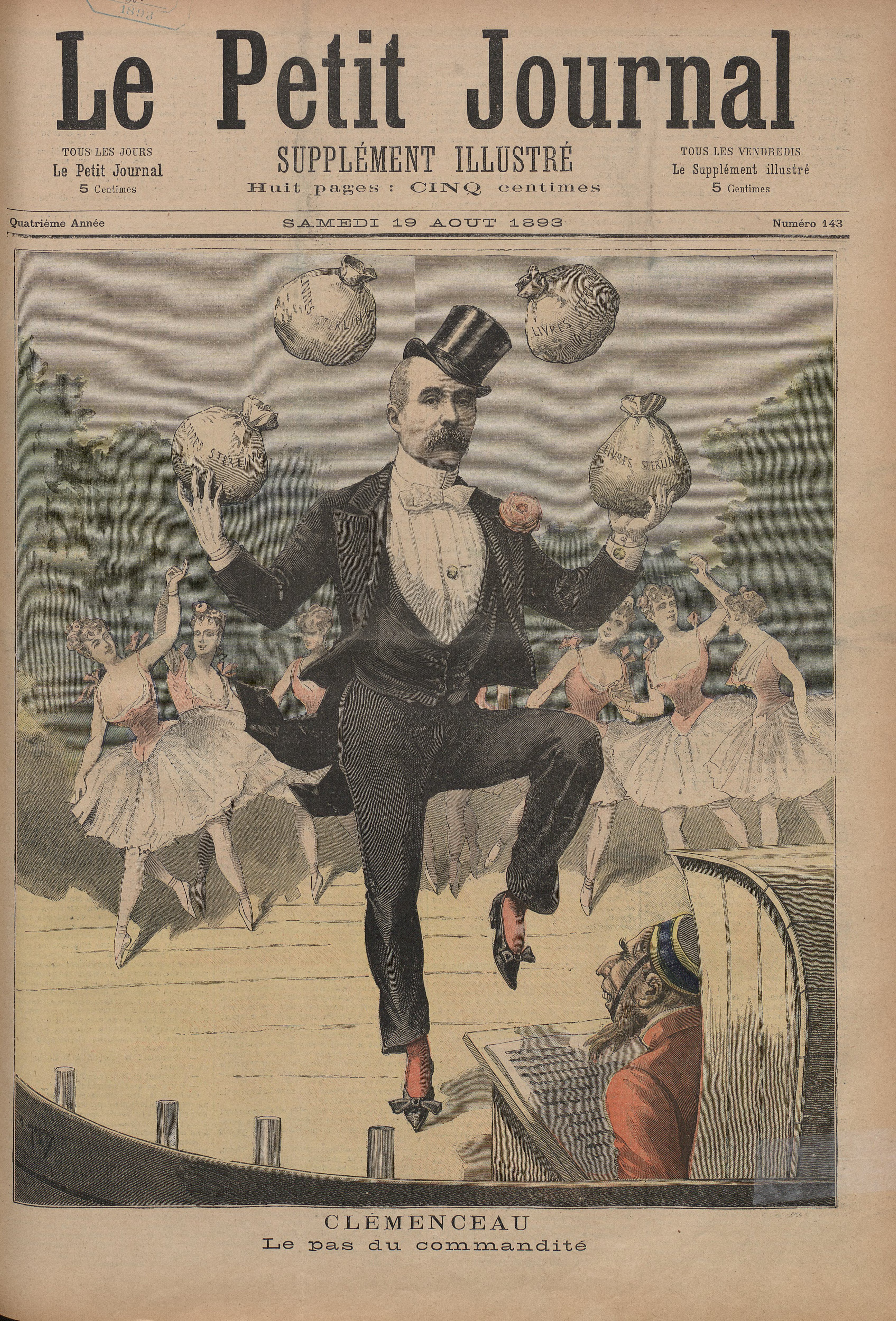
« Le pas du commandité », caricature de Clemenceau figurant en une du supplément illustré du Petit Journal du 19 août 1893 (veille du premier tour des élections législatives).
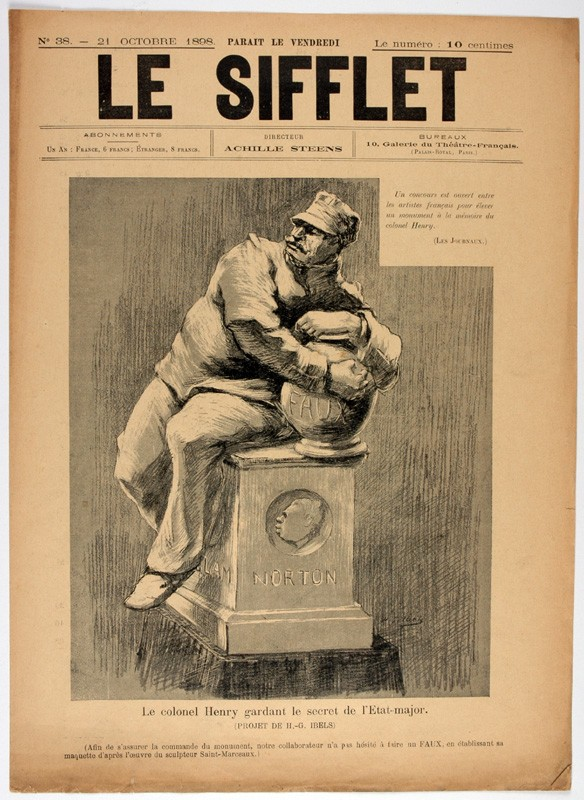
Caricature dreyfusarde d'Ibels montrant une statue (parodie du Génie gardant le secret de la tombe de Saint-Marceaux) élevée au faussaire Henry (1898)[24].
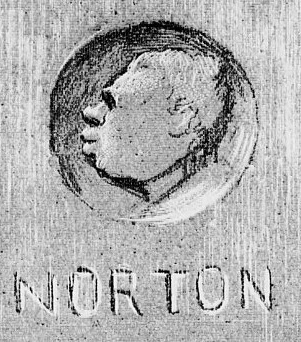
Détail de la caricature précédente montrant le profil et le nom de Norton sur le piédestal.